# 糸島警察署
糸島警察署（いとしまけいさつしょ）は、福岡県警察が管轄する警察署の一つで、福岡地区に属す。2010年（平成22年）1月1日の糸島市発足により、それまでの「前原警察署」（まえばるけいさつしょ）から名称変更された。

## 概要
署長の階級は警視。
管内は、福岡市の西隣・福岡県の最西端に位置し、JR筑肥線と福岡市営地下鉄空港線の相互直通運転や、今宿道路（西九州自動車道・福岡前原有料道路）と国道202号線、県道49号線（大野城二丈線）の横貫など、交通アクセスが良いことから福岡市のベッドタウンとして人口が増加傾向にある。玄界灘に面し、入江の多い総延長58kmに及ぶ長い海岸線を有するため、これまでに多数の密航事件が発生している。

## 所在地
- 福岡県糸島市前原中央1丁目6番1号
  - （JR筑前前原駅北口より東へ直進約450メートル。国道202号線（唐津街道）からは、福岡方面より「上町中央」信号交差点を左に分岐して直進し「上町」信号交差点を過ぎて約80m。）

## 管轄区域
- 糸島市

## 沿革
- 1877年（明治10年）2月25日：福岡警察出張所を福岡警察署と改称。前原分署設置。
- 1886年（明治19年）9月1日：前原分署が福岡警察署から分離独立し、前原警察署発足。
- 1887年（明治20年）4月18日：志摩郡前原村大字前原字東町に庁舎建設。
- 1901年（明治34年）1月7日：糸島郡前原町大字前原77番地に庁舎新築移転。
- 1948年（昭和23年）3月7日：警察法施行により国家地方警察糸島地区警察署に改称。
- 1954年（昭和29年）7月1日：警察法改正により福岡県県警察が発足し、福岡県前原警察署となる。
- 1955年（昭和30年）4月1日：庁舎新築。
- 1974年（昭和49年）3月1日：庁舎別館増築。
- 1986年（昭和61年）9月25日：前原土木事務所跡地に庁舎新築移転。
- 2003年（平成15年）8月27日：県下全域交番駐在所再編成により、芥屋、一貴山、福井の3駐在所を廃止し、深江駐在所を二丈交番に、小富士駐在所を引津駐在所に、それぞれ変更。
- 2010年（平成22年）1月1日：糸島市発足。これに伴い名称を前原警察署から糸島警察署に変更[1]。

## 組織
- 総務課
- 会計課
- 生活安全課
- 刑事課
- 交通課
- 警備課
- 地域課

## 交番
（　）の中は、読み・所在地。
- 波多江交番（はたえ・糸島市波多江駅北4丁目5番13号）
- 駅前交番（えきまえ・糸島市前原中央1丁目1番9号）
- 二丈交番（にじょう・糸島市二丈深江525番地1）

## 駐在所
（　）の中は、読み・所在地。
- 大門駐在所（だいもん・糸島市大門69番2号）
- 長糸駐在所（ながいと・糸島市長野1546番地3）
- 福吉駐在所（ふくよし・糸島市二丈吉井4074番地50）
- 野北駐在所（のぎた・糸島市志摩野北2163番地）
- 可也駐在所（かや・糸島市志摩初26番8号）
- 引津駐在所（ひきつ・糸島市志摩久家2397番地2）